# أولاد إبراهيم (أسيوط)
قرية أولاد إبراهيم هي إحدى القرى التابعة لمركز أسيوط في محافظة أسيوط في جمهورية مصر العربية. حسب إحصاءات سنة 2006، بلغ إجمالي السكان في أولاد إبراهيم 9571 نسمة، منهم 4967 رجل و4604 امرأة.